# Nashville Music Company

NMC beim Truck-Grand-Prix 2005

Die Nashville Music Company (NMC) war eine 1982 gegründete deutsche Country-Band. Die Gruppe kombinierte traditionelle amerikanische Country-Musik mit deutschen Texten und modernen Country-Elementen. Sie tourte über drei Jahrzehnten hinweg durch Europa und trat sowohl in Clubs als auch bei Country-Festivals und -Veranstaltungen auf. Bandleader waren Dick W. Frangenberg und Robert Makowsky.

## Anfänge
Die NMC wurde 1982 in Deutschland gegründet, eine Zeit, in der Country-Musik in Europa nicht so populär war wie in den USA. Schon zu Beginn ihrer Karriere trat die Gruppe häufig in den Clubs der US-Armee in Europa auf. In den ersten Jahren begleitete die NMC auch bekannte Country-Schlager-Sänger wie Gunter Gabriel, Ralf Paulsen und Tom Astor bei deren Konzerten.
Die NMC war bekannt dafür, dass sie traditionellen Country-Sound mit modernen Elementen verband. Sie beherrschte nicht nur die klassischen Country-Stile der 1950er und 1960er Jahre, sondern nahm auch Einflüsse aus Rock, Blues und Pop-Musik auf. Die Musik der NMC bestand hauptsächlich aus eigenen Songs, die auf Deutsch geschrieben wurden. Die Texte behandelten Themen wie Liebe, Freiheit, Reisen, das Leben auf der Straße und den Country-Spirit, der tief in den amerikanischen Wurzeln der Musik verwachsen ist. Doch auch gesellschaftliche Themen und persönliche Erlebnisse fanden in den Songs ihren Platz.

## Tourneen und Auftritte
Die NMC spielte über 2000 Konzerte und trat in ganz Europa auf, von großen Festivals bis hin zu kleinen Clubs. Besonders in Deutschland hatte die Band Fans, aber auch in anderen europäischen Ländern wie den Niederlanden, Österreich und der Schweiz war sie häufig unterwegs. In den letzten Jahren ihrer Karriere traten sie regelmäßig auf den großen Country-Festivals auf, darunter mehrfach beim Truck-Grand-Prix auf dem Nürburgring, beim Trucker- & Country Festival Geiselwind und beim Internationalen Truck- und Country Festival in Birstein.
Von 1989 bis 1992 war die NMC regelmäßig Gast der RTLplus Musikshow Kilometer 330. Bei diesem Format handelte es sich um das erste und bislang einzige Format im deutschen Free TV, das sich ausschließlich mit Country-Musik im deutschen Sprachraum befasste. 1990 gewann die Gruppe das Euro Country Music Masters. 2012 gab die Band nach 30 Jahren ihren Abschied von der Bühne bekannt.

## Diskografie
- Liebe kann man nicht kaufen (1982)
- Meilenweit (1990)
- Country Hits + eigene Songs (1995)
- Desperados unterwegs (1999)
- Country Party (2002)
- Rastlose Männer (2003)
- Tanz auf dem Vulkan (2006)
- Brennende Brücken (2008)
- NMC – Live at the Yukon Saloon (2009)
- Not too old for Rock’n Roll (2010)

Darüber hinaus erschienen Songs der Gruppe auf vielen Sammelalben in Deutschland und im europäischen Ausland (z. B. bei Bertelsmann Music Group, EMI Electrola, Universal Music Group und Sony Music).